# Steve Ketteridge
Stephen J. Ketteridge (sinh ngày 7 tháng 11 năm 1959 ở Stevenage, Hertfordshire) là một cựu cầu thủ bóng đá chuyên nghiệp người Anh thi đấu ở Football League, ở vị trí tiền vệ.